# وسوگورا
وسوگورا (به لاتین: Łysogóra) یک روستا در لهستان است که در گمینا دوبنگنکی واقع شده‌است.